# James Mancham

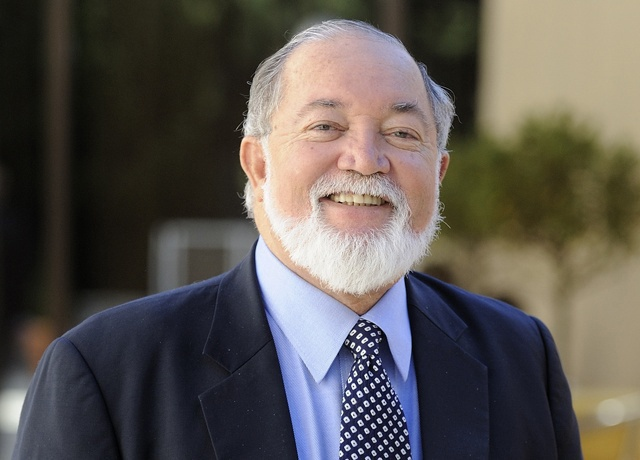
James Mancham (2014)

Sir James Richard Marie Mancham KBE (* 11. August 1939 in Victoria; † 8. Januar 2017 in Glacis) war ein seychellischer Politiker. Ab 1970 Chief Minister, war er von 1976 bis 1977 der erste Präsident der Seychellen.

## Frühe Jahre
Mancham studierte Rechtswissenschaften in London und Paris. Auf den Seychellen gründete er 1964 die konservative Seychelles Democratic Party (SDP), die die ersten allgemeinen Wahlen 1967 gewann. Seinen Lebensunterhalt bestritt er als Rechtsanwalt, Journalist, Schriftsteller und Geschäftsmann.
Im November 1970 wurde er nach dem erneuten Wahlsieg seiner Partei Chief Minister der noch von Großbritannien kolonisierten Inselgruppe. Er behielt das Amt, als die Inseln 1975 autonom wurden. Mancham stand aus wirtschaftlichen Gründen der Unabhängigkeit der Seychellen lange ablehnend gegenüber, strebte sie dann aber doch an. Um den Inseln eine wirtschaftliche Grundlage zu verschaffen, setzte er auf den Aufbau des Tourismus.

## Präsident
Am 29. Juni 1976 wurde er erster Präsident des nun souveränen Staates, als Nachfolger berief er den Vorsitzenden der sozialistischen SPUP, France-Albert René. Während eines Besuches Manchams in London anlässlich einer Gipfelkonferenz des Commonwealth setzte ihn René am 5. Juni 1977 ab und regierte das Land bis 2004.

## Exil und Rückkehr
Mancham blieb im Exil in England und opponierte gegen seinen Nachfolger. Wenn es in der Folgezeit zu Putschversuchen gegen René kam, so am 25. November 1981 unter Führung von „Mad“ Mike Hoare, wurde sein Name genannt, wobei seine genaue Rolle im Dunklen blieb.
Nachdem René vom Einparteienstaat abgerückt war, kehrte Mancham 1992 zurück und wurde gemeinsam mit René Mitglied in der neu gegründeten Verfassungskommission. Im Juli 1993 kandidierte er vergeblich für die Präsidentschaft. Mit 36,72 % der Stimmen erreichte er den zweiten Platz. Im März 1998 nahm er einen neuen Anlauf, wurde aber mit 13,8 % der Stimmen nur Dritter. 2001 verzichtete er auf eine Kandidatur. Durch das Entstehen neuer Parteien verlor er seine Bedeutung als Oppositionsführer.

## Werke
- James R. Mancham: War on America: Seen from the Indian Ocean. Paragon House Publishers 2002, ISBN 1557788154.